# ニューヨーク知識人
ニューヨーク知識人（ニューヨークちしきじん、英語: The New York Intellectuals）は、20世紀中期のアメリカ合衆国ニューヨーク市ブルックリンなどのゲットーに生まれ、アメリカ文化の中核を占めるようになった、作家と文芸評論家の知識人のユダヤ人知識人集団である。

## 思想
彼らは、左翼政治を主唱したが、反スターリン主義者であった。ソビエト共産主義を拒絶しながら、政治的モデルとして使用できるようにマルクス主義と社会主義を文学的セオリーに統合させた。多くのニューヨーク知識人は、ユダヤ人労働者階級家庭の出身で経済的に豊かではなかったため、「プロレタリアのハーバード」("Harvard of the Proletariat") と称されたニューヨーク市立大学シティカレッジ (CCNY) に学び、卒業後にコロンビア大学で学問を修めている。
彼らの多くは、後にアメリカの政治に大きな影響を及ぼす新保守主義運動に影響を与えた。
作家ニコラス・リーマンは、ニューヨーク知識人を、アメリカ版の「ブルームズベリー・グループ」であると言及した。

## 主な人物
- ハンナ・アーレント - 哲学者。『イエルサレムのアイヒマン』『全体主義の起源』など。
- アーヴィング・クリストル - 文芸批評家・『Public Interest（英語版）』誌共同編集者。
- ダニエル・ベル - 社会学者・『Public Interest』誌共同編集者。『イデオロギーの終焉』など。
- フィリップ・ラーヴ - 文芸批評家。
- クレメント・グリーンバーグ - 美術批評家。
- シーモア・M・リプセット - 社会学者。
- ソール・ベロー - 小説家・劇作家。
- エリオット・E・コーエン（英語版） - 『コメンタリー（英語版）』誌初代編集長。
- レスリー・フィードラー - 社会史家・文芸批評家。
- ネイサン・グレイザー（英語版） - 社会学者・『Public Interest』誌共同編集者。
- リチャード・ホフスタッター - 政治史家。『アメリカの反知性主義』など。
- メアリー・マッカーシー - 作家。
- ノーマン・ポドレツ - 政治学者。
- ライオネル・トリリング - 作家・批評家。